# Xochimilco
Xochimilco je jednou z 16 městských částí Ciudad de México. Rozprostírá se na rozloze 114 km², v roce 2010 zde žilo 442 178 osob a hustota zalidnění dosahovala hodnoty 3 875 os./km². První lidské osídlení této lokality sahá hluboko do předkolumbovského období, mezoamerické kultury se zde usazovaly již okolo roku 2000 př. n. l. Xochimilco se rozprostírá na původních březích, ale i v zátopě stejnojmenného jezera Xochimilco. To se zde rozprostíralo až do příchodu Španělů v 16. století, kteří ho postupem času vysušili. Pozůstatkem jezerní krajiny Mexického údolí je v současnosti rozlehlý systém kanálů a tzv. chinampas.
Chinampas jsou umělé ostrovy sloužící pro zemědělství. Jedná se o tradiční zemědělskou metodu Aztéků a Toltéků, kdy se do dna jezera zarazí rám obdélníkové tvaru z kulatiny a větví, následně se vnitřní prostor vyplní bahnem vyzvednutým ze dna jezera a zeminou. Vzniklý ostrov disponuje úrodnou zeminou, dostatkem vody a je připraven k osetí či osázení zemědělskými plodinami.
Systém kanálů a umělých ostrovů v Xochimilcu, společně s historickými monumenty v centru města, figuruje od roku 1987 na seznamu světového kulturního dědictví UNESCO.

## Fotogalerie

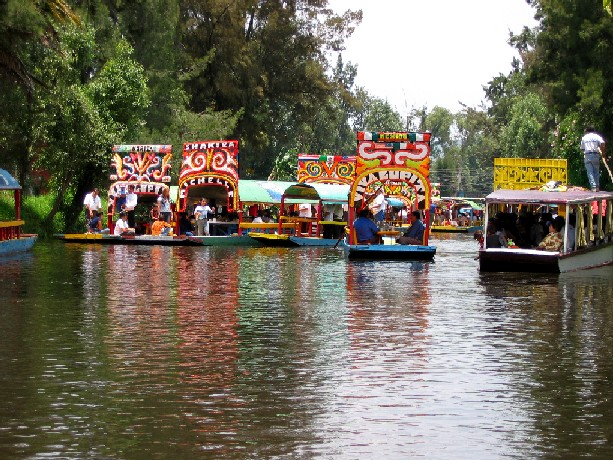
lodě trajineras na kanálech Xochimilco
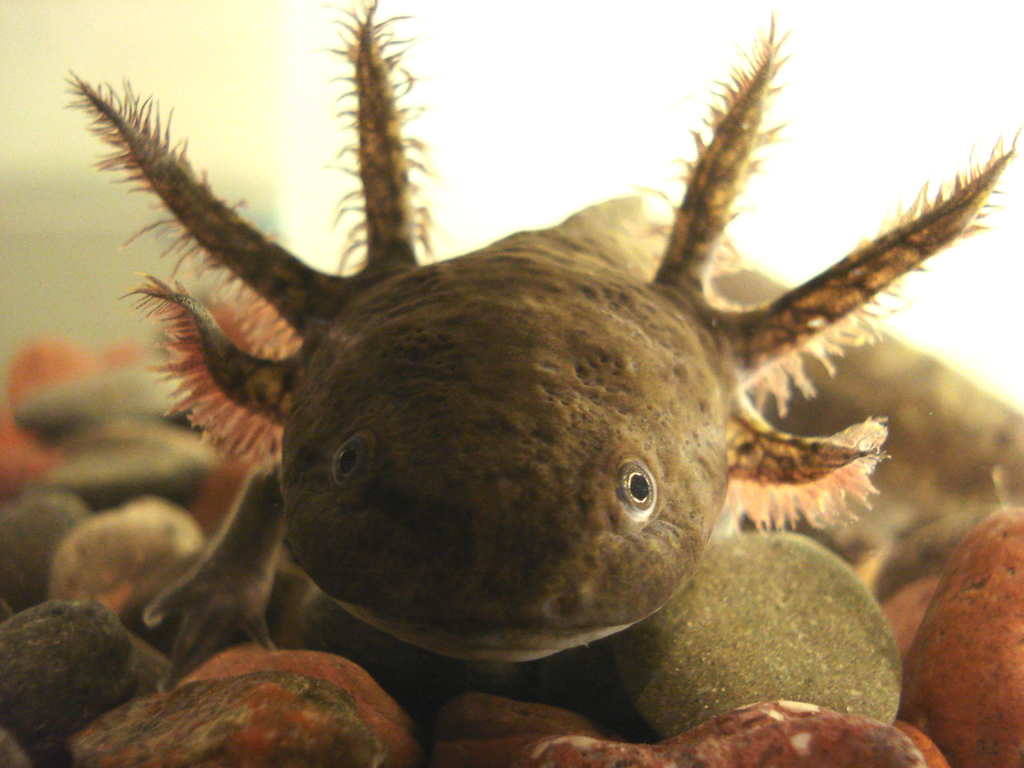
Axolotl mexický – endemický obojživelník z jezera Xochimilco
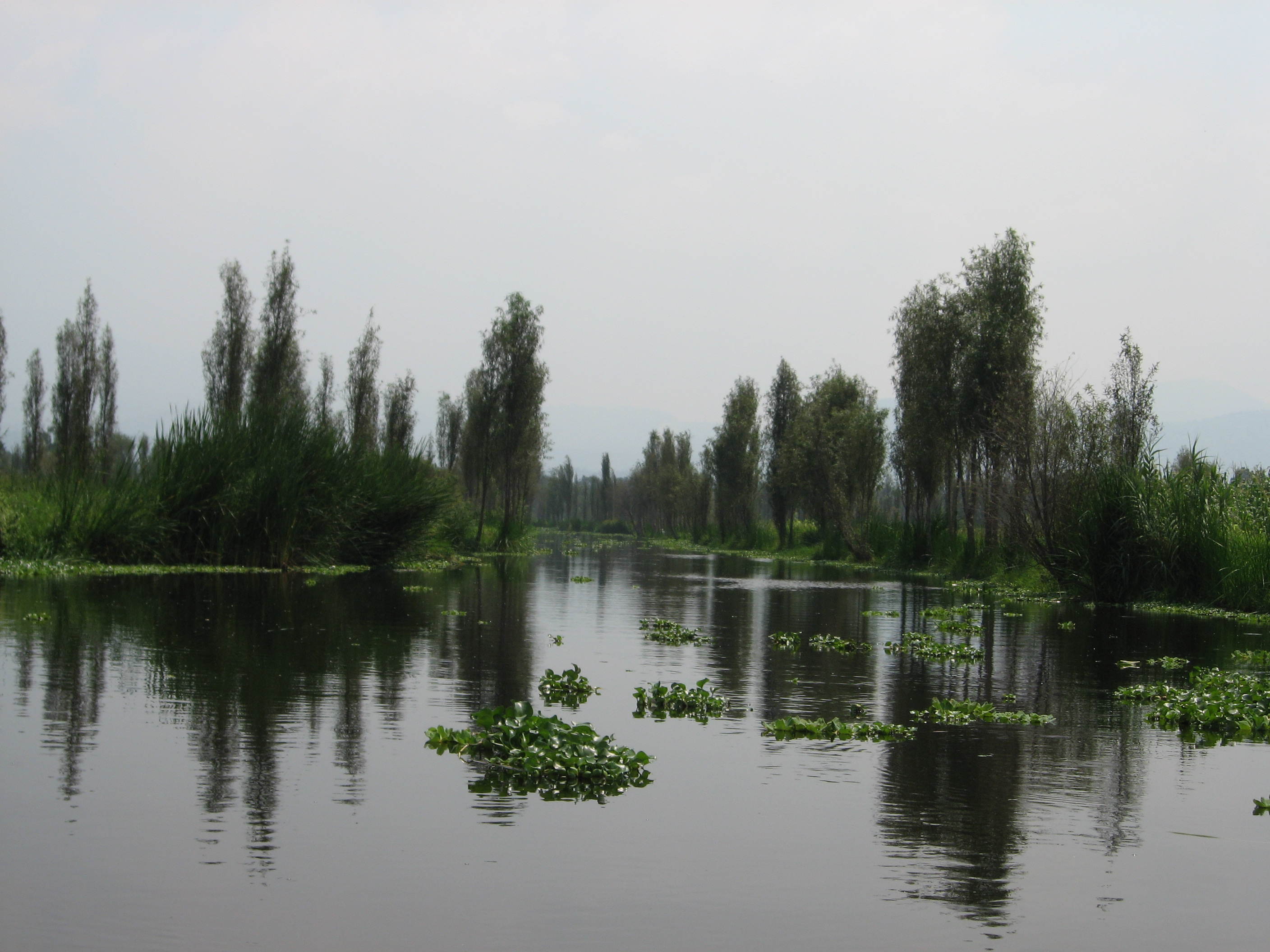
kanály a ostrovy chinampas
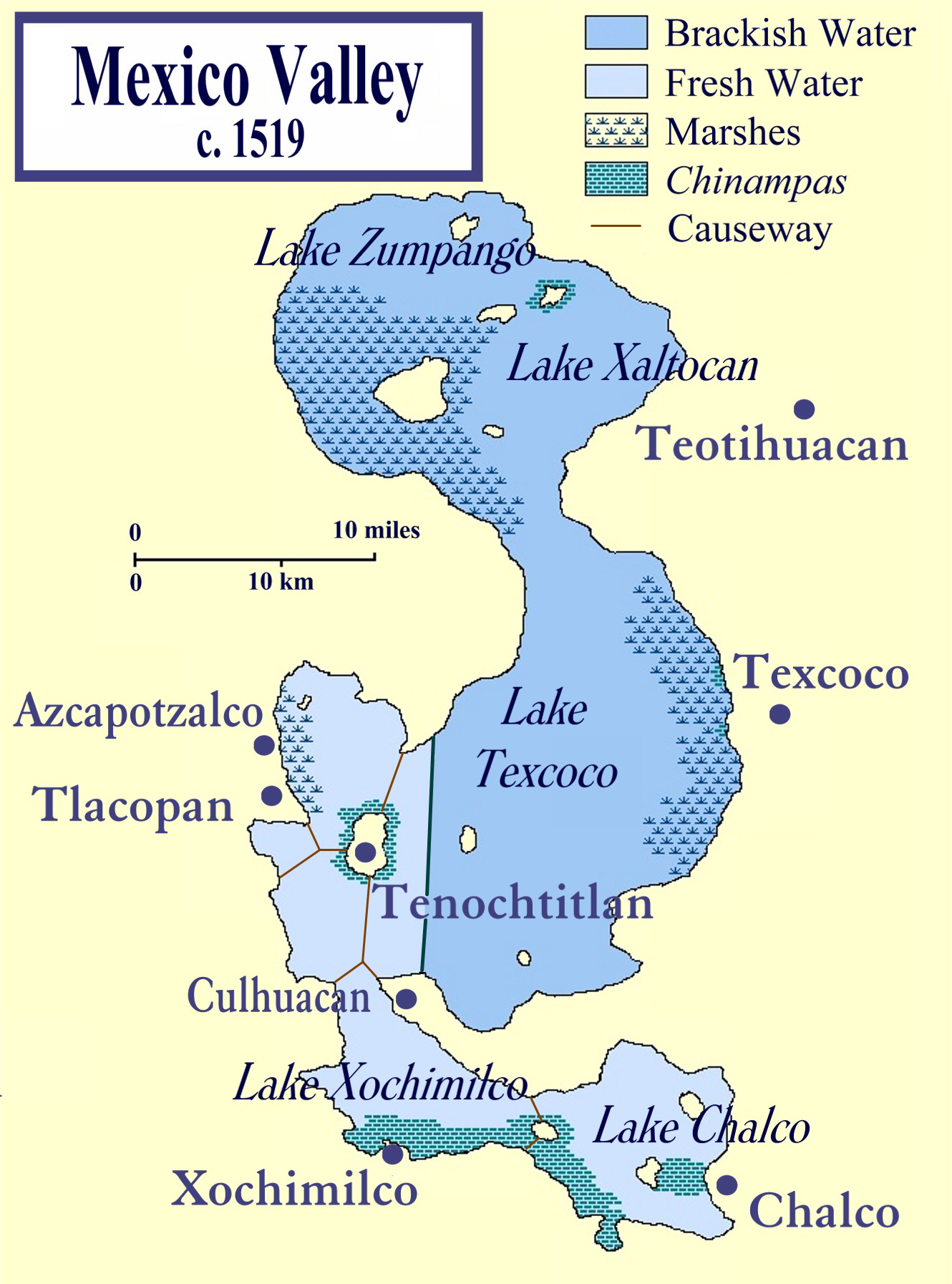
jezerní systém Údolí Mexika v roce 1519.